# Milano (Texas)
Milano è una città della contea di Milam nello Stato del Texas, negli Stati Uniti. Al censimento del 2020 aveva una popolazione di 390 abitanti. Situata all'intersezione tra la U.S. Route 79 e la State Highway 36, si trova 12 miglia a sud-est di Cameron, il capoluogo della contea.

## Geografia fisica
Secondo l'Ufficio del censimento degli Stati Uniti, ha una superficie totale di 1,99 mi² (5,15 km²).

## Storia
L'azienda "International-Great Northern Railroad Company" aveva fondato una fabbrica nelle vicinanze di Milano nel 1874. Nello stesso anno fu fondato il primo ufficio postale della città. In seguito fu costruita una chiesa battista.
Secondo alcune fonti il nome deriverebbe dalla somiglianza del clima di Milano, Italia, altre fonti dicono che il vero nome sarebbe "Milam" ma il Reparto Postale degli Stati Uniti cambiò il nome in Milano poiché Milam esisteva già come nome di città.
L'economia di Milano ebbe uno slancio positivo alla fine del XIX secolo, quando l'azienda ferroviaria "Gulf, Colorado and Santa Fe Railroad Company" creò il collegamento tra Brenham e Belton, facendo passare la ferrovia creata per Milano.
Nel 1880 Milano aveva 500 abitanti grazie alla fiorente economia. A Milano si vendevano soprattutto pellami e vestiti poiché si trovava all'incrocio degli scambi di merci. Negli anni venti l'agricoltura è stata molto importante; si vendevano pomodori, angurie e meloni. Il picco della popolazione è stata di 920 abitanti nel 1939. Durante gli anni settanta la popolazione è fortemente diminuita (380 abitanti) per poi ricominciare a crescere.
Il 5 novembre 1960, nei pressi di Milano il cantante Johnny Horton perse la vita sulla U.S. Route 79, investito da un'auto guidata da un conducente in stato di ebbrezza.

## Società

### Evoluzione demografica
Secondo il censimento del 2020, la popolazione era di 390 abitanti.

## Cultura
La città di Milano è servita dal Milano Independent School District:
- Milano Elementary School (gradi dal PK-5)
- Milano Junior High School (gradi dal 6 all'8)
- Milano High School (gradi dal 9 al 12)